# Miquel Rosquelles
Miquel Rosquelles (Moià, segle xvii - Barcelona, 29 de juliol del 1684) fou compositor i mestre de capella de Santa Maria del Mar.
A partir del 1669 Josep Reig li cedí la plaça de mestre de capella de Santa Maria, que obtingué en propietat el 22 de febrer del 1674 i fins a la seva mort. És autor de cinc villancicos d'11 a 13 veus, d'una missa a 8 veus, d'un Nunc dimittis i d'unes completes, ambdues obres a 15 veus, i de l'himne Te lucis ante terminum.
Francesc Valls i Galan fou un dels seus deixebles.